# Абсалямовский сельсовет (Башкортостан)
Абсалямовский сельсовет — упразднённый сельсовет Аургазинского района БАССР.
Состав (на 1 июня 1952) сельсовета:
- центр — д. Старо-Абсалямово
- д. Ново-Абсалямово

В них проживали татары.
На 1 января 1969 года сельсовет не существовал, населённые пункты включены в Султанмуратовский сельсовет. Затем, до 1 июля 1972 года, Староабсалямово и его выселок Новоабсалямово включены Уршакский сельсовет.

## Географическое положение
по состоянию на 1 июня 1952 года расстояние до:
- районного центра (Толбазы): 20-25 км,
- ближайшей железнодорожной станции (Белое озеро): 50-55 км.
- ближайшей пристани (Табынск): 62-67 км.